# Греко-римская борьба на летних Олимпийских играх 1924 — до 75 кг
Соревнования по греко-римской борьбе в рамках Олимпийских игр 1924 года в среднем весе (до 75 килограммов) прошли в Париже с 6 по 10 июля 1924 года в Winter Velodrome. 
Для участия в соревнованиях заявились 45 спортсменов из 19 стран. Однако от каждой страны мог принять участие лишь два представителя, поэтому титул разыгрывался между 27 борцами. Самым молодым участником был Ференц Дьёрдь (19 лет), самым возрастным участником Андреа Гаргано (41 год). 
Турнир проводился по системе с выбыванием после двух поражений. Тот круг, в котором число остававшихся борцов становилось меньше или равно количеству призовых мест, объявлялся финальным, и у борцов, участвующих в таком круге, после его проведения подсчитывалось количество побед и поражений, в зависимости от чего распределялись места. Если количество побед и поражений было одинаковым, то предпочтение отдавалось тому борцу, кто одержал больше чистых побед. Если же и их число было одинаковым, тогда предпочтение отдавалось тому борцу, кто достигал этих побед быстрее.   
На тот момент времени фаворитом в этом весе был чемпион мира 1922 года Карл Вестергрен, но он решил выступать на Олимпийских играх в полутяжёлом весе. Его место в среднем весе в свою очередь занял  Эдвард Вестерлунд, чемпион мира 1922 года в лёгком весе, и в отсутствие Вестергрена был фаворитом. На медали также могли рассчитывать Артур Линдфорс, серебряный призёр предыдущих игр и Виктор Фишер, опытный ветеран, чемпион мира 1920 года.  Эдвард Вестерлунд без проблем победил во всех встречах и стал золотым призёром; второе место занял уступивший ему в финале Артур Линдфорс. Бронзовый медалист определился ещё до финального круга, им стал никому не известный ни до, ни после игр Роман Штейнберг, который с одним поражением вышел в финальный круг, но в нём не участвовал, потому что при любом результате встреч не опережал бы своих соперников.  

## Призовые места
- Эдвард Вестерлунд
- Артур Линдфорс
- Роман Штейнберг

## Первый круг
| Поражений | Участник 1            | Результат  | Участник 2        | Поражений |
| --------- | --------------------- | ---------- | ----------------- | --------- |
| 0         | Виктор Фишер          | Туше 10:00 | Джузеппе Горлетти | 1         |
| 0         | Пауль Ярен            | Туше 4:55  | Андреа Гаргано    | 1         |
| 0         | Шандор Коний          | Туше 8:41  | Олджрих Пштрос    | 1         |
| 0         | Эмиль Клоди           | Туше 1:52  | Жюль Гранжан      | 1         |
| 0         | Тайар Ялаз            | Туше 3:45  | Эмилио Видаль     | 1         |
| 0         | Артур Линдфорс        | Туше 4:50  | Адольф Дюмон      | 1         |
| 0         | Вацлав Окулич-Козарин | Туше 7:09  | Луи Вуве          | 1         |
| 0         | Никола Грбич          | По очкам   | Гарри Нильссон    | 1         |
| 0         | Карлис Вильчинш       | По очкам   | Вильгельмус Долл  | 1         |
| 0         | Роберт Кристофферсен  | Туше 1:11  | Жан Дюмон         | 1         |
| 0         | Эдвард Вестерлунд     | Туше 9:49  | Дюрю Шаде         | 1         |
| 0         | Ян Рейдерман          | По очкам   | Ж. Дома           | 1         |
| 0         | Роман Штейнберг       | По очкам   | Ференц Дьёрдь     | 1         |
| 0         | Франтишек Пражский    | Пропускал  |                   |           |

## Второй круг
| Поражений | Участник 1           | Результат                  | Участник 2            | Поражений |
| --------- | -------------------- | -------------------------- | --------------------- | --------- |
| 1         | Джузеппе Горлетти    | Туше 1:54                  | Франтишек Пражский    | 1         |
| 0         | Виктор Фишер         | Туше 2:20                  | Андреа Гаргано        | 2         |
| 0         | Шандор Коний         | Туше 1:37                  | Пауль Ярен            | 1         |
| 0         | Олджрих Пштрос       | Неявка                     | Жюль Гранжан          | 2         |
| 0         | Тайар Ялаз           | Туше 12:52                 | Эмиль Клоди           | 1         |
| 1         | Эмилио Видаль        | Неявка                     | Адольф Дюмон          | 2         |
| 0         | Артур Линдфорс       | Туше 2:50                  | Вацлав Окулич-Козарин | 1         |
| 0         | Никола Грбич         | Туше 2:40                  | Луи Вуве              | 2         |
| 1         | Гарри Нильссон       | По очкам                   | Вильгельмус Долл      | 2         |
| 0         | Роберт Кристофферсен | Туше 8:02                  | Карлис Вильчинш       | 1         |
| 0         | Эдвард Вестерлунд    | Отказ от продолжения 12:57 | Жан Дюмон             | 2         |
| 0         | Ян Рейдерман         | По очкам                   | Дюрю Шаде             | 2         |
| 1         | Ж. Дома              | По очкам                   | Ференц Дьёрдь         | 2         |
| 0         | Роман Штейнберг      | Пропускал                  |                       |           |

## Третий круг
| Поражений | Участник 1            | Результат  | Участник 2           | Поражений |
| --------- | --------------------- | ---------- | -------------------- | --------- |
| 1         | Роман Штейнберг       | Туше 19:45 | Франтишек Пражский   | 2         |
| 1         | Джузеппе Горлетти     | По очкам   | Пауль Ярен           | 2         |
| 0         | Виктор Фишер          | По очкам   | Шандор Коний         | 1         |
| 0         | Олджрих Пштрос        | По очкам   | Эмиль Клоди          | 2         |
| 0         | Артур Линдфорс        | По очкам   | Тайар Ялаз           | 1         |
| 1         | Вацлав Окулич-Козарин | Туше 11:30 | Эмилио Видаль        | 2         |
| 0         | Никола Грбич          | По очкам   | Карлис Вильчинш      | 2         |
| 1         | Гарри Нильссон        | По очкам   | Роберт Кристофферсен | 1         |
| 0         | Эдвард Вестерлунд     | По очкам   | Ян Рейдерман         | 1         |
| 1         | Ж. Дома               | Пропускал  |                      |           |

## Четвёртый круг
| Поражений | Участник 1            | Результат | Участник 2     | Поражений |
| --------- | --------------------- | --------- | -------------- | --------- |
| 0         | Роман Штейнберг       | По очкам  | Ж. Дома        | 2         |
| 1         | Джузеппе Горлетти     | По очкам  | Шандор Коний   | 2         |
| 0         | Виктор Фишер          | По очкам  | Олджрих Пштрос | 1         |
| 1         | Вацлав Окулич-Козарин | Неявка    | Тайар Ялаз     | 2         |
| 0         | Артур Линдфорс        | По очкам  | Никола Грбич   | 1         |
| 0         | Эдвард Вестерлунд     | По очкам  | Гарри Нильссон | 2         |
| 0         | Роберт Кристофферсен  | По очкам  | Ян Рейдерман   | 2         |

## Пятый круг
| Поражений | Участник 1        | Результат | Участник 2            | Поражений |
| --------- | ----------------- | --------- | --------------------- | --------- |
| 1         | Джузеппе Горлетти | По очкам  | Роман Штейнберг       | 1         |
| 0         | Артур Линдфорс    | По очкам  | Виктор Фишер          | 1         |
| 0         | Никола Грбич      | Туше 5:04 | Вацлав Окулич-Козарин | 2         |
| 0         | Эдвард Вестерлунд | По очкам  | Роберт Кристофферсен  | 1         |

## Шестой круг
| Поражений | Участник 1        | Результат | Участник 2        | Поражений |
| --------- | ----------------- | --------- | ----------------- | --------- |
| 1         | Роман Штейнберг   | По очкам  | Виктор Фишер      | 2         |
| 0         | Артур Линдфорс    | По очкам  | Джузеппе Горлетти | 2         |
| 0         | Эдвард Вестерлунд | По очкам  | Никола Грбич      | 2         |

## Финальный круг
Франтишек Крачтовил отказался от выступления. 
| Победы | Поражения | Участник 1        | Результат | Участник 2     | Победы | Поражения |
| ------ | --------- | ----------------- | --------- | -------------- | ------ | --------- |
| 7      | 0         | Эдвард Вестерлунд | По очкам  | Артур Линдфорс | 6      | 1         |